# Edenbridge
Edenbridge je rakouská symfonic metalová kapela založená v roce 1998. Kapela vydala zatím osm studiových alb. Připravované deváté studiové album, The Great Momentum, by mělo být vydáno v únoru 2017.

## Členové kapely

### Současní členové
- Sabine Edelsbacher – zpěv (1998)
- Lanvall Lanvall – kytara, klávesy (1998)
- Max Pointner - bicí (2008)
- Dominik Sebastian - kytara (2009)
- Simon Holzknecht - baskytara (2009)

### Bývalí členové
- Kurt Bednarsky – baskytara (1998–2002)
- Roland Navratil – bicí (1998–2007)
- Georg Edelmann – kytara (2000–2001)
- Andreas Eibler – kytara (2001–2004)
- Martin Mayr – kytara (2005–2006)
- Robert Schoenleitner – kytara (2006–2008)
- Sebastian Lanser – bicí (2007–2008)
- Frank Bindig – baskytara (2004–2008)

### Hostující hudebníci
- Andreas Oberhause - Session Bass on Tour (2002)
- Stefan Model - Studio Bass for "Aphelion"
- Mike Koren - Session Bass on Tour (2003)
- Dominik Sebastian - guitar (Live 2008)

## Diskografie

### Alba
- Sunrise in Eden (2000)
- Arcana (2001)
- Aphelion (2003)
- Shine (2004)
- The Grand Design (2006)
- MyEarthDream (2008)
- Solitaire (2010)
- The Bonding (2013)
- The Great Momentum (2017)

### Singly
- Shine (2004)
- For Your Eyes Only (2006)

### Živá alba
- A Livetime in Eden (2004)
- LiveEarthDream (2009)

### Kompilace
- The Chronicles of Eden (2007)